# Danh sách di sản thế giới tại Argentina
 Di sản văn hóa, tiêu chí từ (i) tới (vi)
 Di sản thiên nhiên, tiêu chí từ (vii) tới (x)
 Các phần của di sản văn hóa thế giới Đường bộ Inca
Ủy ban Di sản thế giới của UNESCO là nơi có tầm quan trọng trong việc bảo tồn các di sản văn hóa và thiên nhiên được mô tả trong Công ước Di sản thế giới của UNESCO được công bố vào năm 1972. Argentina phê chuẩn Công ước Di sản thế giới vào ngày 23 tháng 8 năm 1978, làm cho di tích của nó đủ điều kiện để đưa vào danh sách.
Argentina có di sản đầu tiên tại kỳ họp thứ năm của Ủy ban Di sản thế giới diễn ra tại Sydney, Australia vào tháng 10 năm 1981. Trong kỳ họp đó, vườn quốc gia Los Glaciares đã được ghi vào danh sách di sản thế giới. Trong khi đó, di sản mới nhất được thêm vào danh sách là Vườn quốc gia Los Alerces được thêm vào danh sách năm 2017. Tính đến năm 2017, Argentina đã có 2 di sản văn hoá phi vật thể của nhân loại, 11 di sản thế giới, trong đó có 6 địa điểm văn hóa và 5 địa điểm tự nhiên.
Argentina có 3 di sản xuyên quốc gia: đó là Khu phế tích dòng Tên ở Guaranis: San Ignacio Miní, Santa Ana, Nuestra Señora de Loreto và Santa María la Mayor (chung với Brazil); Mạng lưới đường bộ Inca (chung với Colombia, Ecuador, Peru, Chile và Bolivia) và Nhà Curutchet, một phần của di sản Tác phẩm kiến trúc của Le Corbusier (chung với Ấn Độ, Nhật Bản, Pháp, Bỉ, Đức và Thụy Sĩ).
Ngoài ra, Argentina cũng có 6 di sản dự kiến để xét công nhận trong tương lai.

## Danh sách
Tên: Tên chính theo danh sách của Ủy ban Di sản thế giới.
Vị trí: Tỉnh có di sản này. Nếu là di sản xuyên quốc gia thì các quốc gia khác sẽ được liệt kê.
Tọa độ: Tọa độ địa lý của di sản
Năm công nhận: Năm và kỳ họp di sản được thêm vào danh sách
Tiêu chí: Các tiêu chí được liệt kê bởi Ủy ban Di sản thế giới: từ (i) đến (vi) là di sản văn hóa, còn (vii) tới (x) là di sản thiên nhiên.
Mô tả: mô tả ngắn gọn về địa điểm được liệt kê bởi Ủy ban Di sản thế giới
ID:  Số tham chiếu trên trang chính của UNESCO
  ‡ Di sản xuyên quốc gia
| Tên | Hình ảnh                   | Vị trí                                                                | Tọa độ | Năm công nhận    | Tiêu chí                     | Mô tả | ID | Tham khảo |
| --- | -------------------------- | --------------------------------------------------------------------- | --- | ---------------- | ---------------------------- | --- | --- | --------- |
| Vườn quốc gia Los Glaciares | Perito Moreno Glacier      | Santa Cruz                                                            | 49°59′N 73°08′T / 49,99°N 73,14°T | 1981 (Kỳ họp 5)  | Thiên nhiên (vii) (viii)     | Vườn Quốc gia Los Glaciares là một khu vực có vẻ đẹp tự nhiên đặc biệt, với những ngọn núi gồ ghề cao và hồ, sông băng, bao gồm cả hồ Argentino dài 160 km. Ở điểm cuối của nó, nơi ba sông băng gặp nhau đổ ra hồ, là nơi có những tảng băng trôi khổng lồ vỡ ra hồ vô cùng ấn tượng. | 145 | [ 5 ]     |
| Khu truyền giáo của dòng Tên ở Guarani: Các phế tích ở San Ignacio Mini, Santa Ana, Nuestra Señora de Loreto và Santa María la Mayor‡ | San Ignacio Miní           | Misiones                                                              | 27°15′18″N 55°31′52″T / 27,255°N 55,531°T 27°23′28″N 55°34′52″T / 27,391°N 55,581°T 27°19′59″N 55°31′01″T / 27,333°N 55,517°T 27°53′20″N 55°20′42″T / 27,889°N 55,345°T | 1984 (Kỳ họp 8)  | Văn hóa (iv)                 | Các phế tích San Ignacio Miní, Santa Ana, Nuestra Señora de Loreto và Santa María la Mayor tại Argentina, nằm ở trung tâm của một khu rừng nhiệt đới. Đây là những di tích ấn tượng của năm phái đoàn dòng Tên, được xây dựng trên đất của người Guaraní trong thế kỷ 17 và 18. Mỗi một phế tích được đặc trưng bởi một cách bố trí cụ thể và một trạng thái bảo tồn khác nhau. | 291-002 291-003 291-004 291-005                                                                                      | [ 8 ]     |
| Vườn quốc gia Iguazú | Iguazu Falls               | Misiones                                                              | 25°38′N 54°20′T / 25,64°N 54,34°T | 1984 (Kỳ họp 8)  | Thiên nhiên (vii) (x)        | Thác nước hình bán nguyệt nằm ở trung tâm của vườn quốc gia này cao khoảng 80 mét (260 ft) và đường kính là 2.700 mét (8.900 ft), nằm trên biên giới giữa Argentina và Brazil. Đây là một trong những thác nước ngoạn mục nhất trên thế giới. Ngoài ra, tại đây còn có các cánh rừng cận nhiệt đới với hơn 2.000 loài thực vật bậc cao và là quê hương của động vật hoang dã đặc trưng của khu vực: Heo vòi, Thú ăn kiến khổng lồ, Khỉ rú, Mèo gấm Ocelot, báo đốm và Cá sấu Caiman. | 303 | [ 9 ]     |
| Cueva de las Manos, Río Pinturas | Cueva de las Manos         | Santa Cruz                                                            | 47°09′N 70°39′T / 47,15°N 70,65°T | 1999 (Kỳ họp 23) | Văn hóa (iii)                | Cueva de las Manos, Río Pinturas, có chứa một tập hợp đặc biệt của các hang động nghệ thuật, được hình thành giữa 13.000 và 9.500 năm trước. Tên của nó (có nghĩa là hang động bàn tay) là các phác thảo của con người trong hang động, nhưng cũng có nhiều miêu tả động vật, chẳng hạn như loài Lạc đà Guanaco vẫn thường được tìm thấy trong khu vực, cũng như những cảnh săn bắn. Những người tạo ra những bức tranh này có thể là tổ tiên của cộng đồng săn bắn hái lượm lịch sử của Patagonia được tìm thấy bởi những người định cư từ châu Âu vào thế kỷ 19. | 936 | [ 10 ]    |
| Bán đảo Valdés | South American sea lion    | Chubut                                                                | 42°29′N 63°55′T / 42,48°N 63,91°T | 1999 (Kỳ họp 23) | Thiên nhiên (x)              | Bán đảo Valdés ở Patagonia là một địa điểm có tầm quan trọng toàn cầu đối với việc bảo tồn các loài động vật biển. Đó là nhà của nhiều loài động vật có nguy cơ tuyệt chủng bao gồm Cá voi trơn phương nam, Hải tượng phương nam, Sư tử biển Nam Mỹ. Loài Cá voi sát thủ tại khu vực này đã phát triển một chiến lược săn mồi độc đáo để thích nghi với điều kiện ven biển tại đây. | 937 | [ 11 ]    |
| Ischigualasto / Công viên tự nhiên Talampaya                                                                                          | Ischigualasto              | - San Juan - La Rioja                                                 | 29°59′N 67°59′T / 29,98°N 67,98°T | 2000 (Kỳ họp 24) | Thiên nhiên (viii)           | Hai công viên liền kề này trải dài trên 275.300 ha (680.000 mẫu Anh) ở vùng sa mạc nằm ở biên giới phía tây của khu vực Sierpe Pampeanas ở trung tâm Argentina, chứa đựng hóa thạch lục địa hoàn chỉnh nhất được biết đến từ Kỷ Trias (245-208). Sáu cấu trúc địa chất trong các công viên có chứa hóa thạch của một loạt các tổ tiên của nhiều loài động vật có vú, khủng long và thực vật cho thấy sự tiến hoá của động vật có xương sống và bản chất của môi trường sống trong giai đoạn Trias. | 966 | [ 12 ]    |
| Ô đất và Nơi cư trú dòng Tên tại Córdoba                                                                                              | Alta Gracia Estancia       | Córdoba                                                               | 31°25′06″N 64°11′14″T / 31,4183°N 64,1872°T 31°39′28″N 64°26′06″T / 31,6577°N 64,435°T 30°58′13″N 64°05′51″T / 30,9702°N 64,0974°T 30°52′11″N 64°14′02″T / 30,8698°N 64,2338°T 30°59′17″N 64°06′22″T / 30,9881°N 64,106°T 31°05′52″N 64°51′19″T / 31,0978°N 64,8554°T | 2000 (Kỳ họp 24) | Văn hóa (ii) (iv)            | Ô đất và Nơi cư trú dòng Tên tại Córdoba bao gồm các tòa nhà cốt lõi của hệ thống truyền giáo Dòng Tên bao gồm trường đại học, nhà thờ, nơi ở và trường trung học cùng nhiều tòa nhà tôn giáo khác minh hoạ cuộc sống tôn giáo, xã hội và kinh tế duy nhất được thực hiện trên thế giới trong suốt hơn 150 năm vào thế kỷ 17 và 18. | 995-001 995-002 995-003 995-004 995-005 995-006                                                                      | [ 13 ]    |
| Quebrada de Humahuaca | Cerro de los Siete Colores | Jujuy                                                                 | 23°35′N 65°25′T / 23,59°N 65,41°T | 2003 (Kỳ họp 27) | Văn hóa (ii) (iv) (v)        | Quebrada de Humahuaca nằm trên con đường của một tuyến đường văn hoá lớn, Mạng lưới đường bộ Inca. Nó nằm dọc theo thung lũng ngoạn mục của sông Rio Grande, bắt nguồn từ cao nguyên khô cằn của vùng núi Andes đến chỗ hợp lưu với sông Rio Leone khoảng 150 km (93 dặm) về phía nam. Các thung lũng cho thấy bằng chứng đáng kể việc sử dụng nó như một tuyến đường thương mại lớn trong 10.000 năm qua. Nơi này có dấu vết rõ ràng của cộng đồng săn bắn hái lượm thời tiền sử, của đế chế Inca (15 đến thế kỷ 16) và của cuộc chiến giành độc lập trong thế kỷ 19 và 20. | 1116 | [ 14 ]    |
| Qhapaq Ñan, Hệ thống đường Andes‡ | Andean Road System         | - Catamarca - Jujuy - La Rioja - Mendoza - Salta - San Juan - Tucumán | 23°22′0″N 64°58′0″T / 23,36667°N 64,96667°T 24°27′10″N 65°57′40″T / 24,45278°N 65,96111°T 24°35′35″N 66°02′7″T / 24,59306°N 66,03528°T 24°49′59″N 66°9′0″T / 24,83306°N 66,15°T 24°42′59″N 68°31′30″T / 24,71639°N 68,525°T 27°10′48″N 66°0′27″T / 27,18°N 66,0075°T 27°42′30″N 66°0′0″T / 27,70833°N 66°T 28°52′30″N 67°56′30″T / 28,875°N 67,94167°T 30°3′0″N 69°10′30″T / 30,05°N 69,175°T 29°5′30″N 69°20′30″T / 29,09167°N 69,34167°T 32°6′0″N 69°21′59″T / 32,1°N 69,36639°T 32°36′20″N 69°28′10″T / 32,60556°N 69,46944°T 32°49′35″N 69°54′40″T / 32,82639°N 69,91111°T | 2014 (Kỳ họp 38) | Văn hóa (ii) (iii) (iv) (vi) | Đây là một mạng lưới thông tin liên lạc, thương mại và bảo vệ trên bộ của người Inca với tổng chiều dài 30.000 km (19.000 dặm). Được xây dựng bởi những người Inca trong nhiều thế kỷ và một phần dựa vào cơ sở hạ tầng tiền Inca, mạng lưới đặc biệt này thông qua một trong những khu vực địa lý khắc nghiệt nhất thế giới, giúp kết nối các đỉnh núi phủ tuyết của dãy núi Andes ở độ cao hơn 6.000 m (20.000 ft) cho tới bờ biển, chạy qua những khu rừng nhiệt đới nóng, thung lũng màu mỡ hay kể cả là sa mạc. Nó đã mở rộng tối đa vào thế kỷ 15, khi Hệ thống đường Andes bao gồm 273 địa điểm thành phần trải rộng trên 6.000 km (3.700 dặm) được lựa chọn để làm nổi bật thành tựu về xã hội, chính trị, kiến trúc và kỹ thuật xây dựng, cùng với cơ sở hạ tầng liên quan đến thương mại, nhà ở và kho cất giữ, cũng như các địa điểm có ý nghĩa tôn giáo. | 1459-001 1459-002 1459-003 1459-004 1459-005 1459-006 1459-007 1459-008 1459-009 1459-010 1459-011 1459-012 1459-013 | [ 15 ]    |
| Các tác phẩm của Le Corbusier, một đóng góp nổi bật cho phong trào hiện đại‡                                                          | Curutchet House            | Buenos Aires                                                          | 34°54′41″N 57°56′30″T / 34,911394°N 57,941739°T | 2016 (Kỳ họp 40) | Văn hóa (i) (ii) (vi)        | Được lựa chọn từ tác phẩm của Le Corbusier, 17 địa điểm là các tài sản nối tiếp xuyên này trên 7 quốc gia là một lời chứng thực cho việc phát minh ra một ngôn ngữ kiến trúc mới đã phá vỡ quá khứ. Tổ hợp Capitole tại Chandigarh (Ấn Độ), Bảo tàng Quốc gia Mỹ thuật phương Tây, Tokyo (Nhật Bản), Nhà Curutchet tại La Plata (Argentina) và Chung cư Unité tại Marseille (Pháp) phản ánh các giải pháp mà các phong trào kiến trúc hiện đại tìm cách áp dụng vào thế kỷ 20 đối với những thách thức trong việc phát minh ra các kỹ thuật kiến trúc mới để đáp ứng nhu cầu của xã hội. Những kiệt tác của thiên tài sáng tạo này cũng chứng thực cho việc quốc tế hóa thực tiễn kiến trúc trên khắp hành tinh. | 1321-011 | [ 16 ]    |
| Vườn quốc gia Los Alerces | Futalaufquen Lake          | Chubut                                                                | 42°52′N 71°52′T / 42,87°N 71,87°T | 2017 (Kỳ họp 41) | Thiên nhiên (vii) (x)        | Vườn quốc gia Los Alerces nằm ở dãy núi Andes thuộc miền bắc Patagonia và có ranh giới phía tây trùng với biên giới với Chilê. Các sông băng đã tạo ra cảnh quan ngoạn mục trong khu vực. Thảm thực vật bị chi phối bởi các khu rừng ôn đới dày đặc, và các đồng cỏ núi cao. Vườn quốc gia này là tài sản quan trọng cho việc bảo vệ những cánh rừng Patagonia nguyên sơ cuối cùng và là môi trường sống đối với một số loài thực vật và động vật có nguy cơ tuyệt chủng. | 1526 | [ 17 ]    |

## Danh sách dự kiến
Ngoài các địa điểm được công nhận thì mỗi quốc gia thành viên cũng có thể xem xét để duy trì số lượng các di sản dự kiến. Một địa điểm chỉ được xét công nhận Di sản thế giới nếu trước đó nó đã nằm trong danh sách dự kiến. Dưới đây là các di sản dự kiến tại Argentina tính đến hết ngày 31 tháng 1 năm 2018:
- Thung lũng Calchaquí (2001)
- Vườn quốc gia Sierra de las Quijadas (2005)
- Khu bảo tồn tỉnh La Payunia, các núi lửa Llancanelo và Payún Matrú (2011)
- Khu khảo cổ học, cổ sinh học Pehuén Co-Monte Hermoso (2014)
- Thị trấn Moisés Ville (2015)
- Bảo tàng ESMA-Trung tâm giam giữ, tra tấn và hủy diệt cũ (2017)
- Thành phố Tigre và các câu lạc bộ chèo thuyền (2017)
- Buenos Aires - La Plata: Hai thủ đô của Văn hoá Hiện đại, Chủ nghĩa Chiết trung và Di trú (2018)
- Cueva de las Manos và các địa điểm liên quan của lưu vực sông Pinturas (mở rộng của di sản Cueva de las Manos) (2018)